# Dog Eat Dog (Band)/Diskografie
Diese Diskografie ist eine Übersicht über die musikalischen Werke der US-amerikanische Rock-Band Dog Eat Dog. Den Schallplattenauszeichnungen zufolge hat sie bisher mehr als 75.000 Tonträger verkauft. Ihre erfolgreichste Veröffentlichung ist ihr Debütalbum All Boro Kings mit über 50.000 verkauften Einheiten.

## Alben

### Studioalben
| Jahr | Titel Musiklabel                  | Höchstplatzierung, Gesamtwochen, AuszeichnungChartplatzierungen (Jahr, Titel, Musiklabel, Platzierungen, Wochen, Auszeichnungen, Anmerkungen) | Höchstplatzierung, Gesamtwochen, AuszeichnungChartplatzierungen (Jahr, Titel, Musiklabel, Platzierungen, Wochen, Auszeichnungen, Anmerkungen) | Höchstplatzierung, Gesamtwochen, AuszeichnungChartplatzierungen (Jahr, Titel, Musiklabel, Platzierungen, Wochen, Auszeichnungen, Anmerkungen) | Höchstplatzierung, Gesamtwochen, AuszeichnungChartplatzierungen (Jahr, Titel, Musiklabel, Platzierungen, Wochen, Auszeichnungen, Anmerkungen) | Anmerkungen                                            |
| Jahr | Titel Musiklabel                  | DE | AT | CH | UK | Anmerkungen                                            |
| ---- | --------------------------------- | --- | --- | --- | --- | ------------------------------------------------------ |
| 1994 | All Boro Kings Roadrunner Records | DE30 (40 Wo.)DE | AT21 (16 Wo.)AT | CH17 (10 Wo.)CH | UK99 (1 Wo.)UK | Erstveröffentlichung: 24. Mai 1994 Verkäufe: + 50.000  |
| 1996 | Play Games Roadrunner Records     | DE13 (17 Wo.)DE | AT12 (16 Wo.)AT | CH22 (10 Wo.)CH | UK40 (3 Wo.)UK | Erstveröffentlichung: 24. Juni 1996 Verkäufe: + 25.000 |
| 1999 | Amped Roadrunner Records          | DE42 (4 Wo.)DE | — | — | — | Erstveröffentlichung: 28. Juni 1999                    |
| 2006 | Walk with Me Nuclear Blast        | — | — | — | — | Erstveröffentlichung: 16. Oktober 2006                 |
| 2023 | Free Radicals Metalville          | DE62 (1 Wo.)DE | — | — | — | Erstveröffentlichung: 20. Oktober 2023                 |

### Livealben
| Jahr | Titel Musiklabel                  | Anmerkungen                            |
| ---- | --------------------------------- | -------------------------------------- |
| 2005 | Live at Dynamo Roadrunner Records | Erstveröffentlichung: 23. Mai 2005     |
| 2019 | All Boro Kings Live Metalville    | Erstveröffentlichung: 25. Oktober 2019 |

### Kompilationen
| Jahr | Titel Musiklabel                                            | Anmerkungen                              |
| ---- | ----------------------------------------------------------- | ---------------------------------------- |
| 2000 | In the Dog House: The Beast and the Rest Roadrunner Records | Erstveröffentlichung: 14. September 2000 |

### EPs
| Jahr | Titel Musiklabel                       | Anmerkungen                             |
| ---- | -------------------------------------- | --------------------------------------- |
| 1993 | Warrant Roadrunner Records             | Erstveröffentlichung: 13. Juli 1993     |
| 1995 | Remixes and B-Sides Roadrunner Records | Erstveröffentlichung: 1995              |
| 2018 | Brand New Breed Metalville             | Erstveröffentlichung: 30. November 2018 |

## Singles
| Jahr | Titel Album                 | Höchstplatzierung, Gesamtwochen, AuszeichnungChartplatzierungen (Jahr, Titel, Album, Platzierungen, Wochen, Auszeichnungen, Anmerkungen) | Höchstplatzierung, Gesamtwochen, AuszeichnungChartplatzierungen (Jahr, Titel, Album, Platzierungen, Wochen, Auszeichnungen, Anmerkungen) | Höchstplatzierung, Gesamtwochen, AuszeichnungChartplatzierungen (Jahr, Titel, Album, Platzierungen, Wochen, Auszeichnungen, Anmerkungen) | Höchstplatzierung, Gesamtwochen, AuszeichnungChartplatzierungen (Jahr, Titel, Album, Platzierungen, Wochen, Auszeichnungen, Anmerkungen) | Anmerkungen                       |
| Jahr | Titel Album                 | DE | AT | CH | UK | Anmerkungen                       |
| ---- | --------------------------- | --- | --- | --- | --- | --------------------------------- |
| 1995 | No Fronts: The Remixes –    | DE45 (6 Wo.)DE | — | — | UK9 (8 Wo.)UK | Erstveröffentlichung: August 1995 |
| 1996 | Isms Play Games             | DE71 (2 Wo.)DE | — | — | UK43 (2 Wo.)UK | Erstveröffentlichung: Juni 1996   |
| 1999 | Expect the Unexpected Amped | — | — | — | UK94 (1 Wo.)UK | Erstveröffentlichung: Juni 1999   |

Weitere Singles
- 1994: No Fronts
- 1994: If These Are Good Times...
- 1995: Who’s the King
- 1996: Rocky
- 1997: Step Right In
- 2006: Summertime
- 2017: Lumpy Dog
- 2023: Lit Up
- 2023: Never Give In

## Musikvideos
- 1994: No Fronts
- 1994: If These Are Good Times...
- 1995: Who’s the King
- 1995: No Fronts (Remix)
- 1996: Isms
- 1996: Rocky
- 1999: Expect the Unexpected
- 2006: Summertime
- 2017: Vibe Cartel
- 2023: Lit Up
- 2023: Never Give In

## Statistik

### Chartauswertung
|                     | DE    | AT    | CH    | UK    |
| ------------------- | ----- | ----- | ----- | ----- |
| Nummer-eins-Alben   | DE—DE | AT—AT | CH—CH | UK—UK |
| Top-10-Alben        | DE—DE | AT—AT | CH—CH | UK—UK |
| Alben in den Charts | DE4DE | AT2AT | CH2CH | UK2UK |

|                       | DE    | AT    | CH    | UK    |
| --------------------- | ----- | ----- | ----- | ----- |
| Nummer-eins-Singles   | DE—DE | AT—AT | CH—CH | UK—UK |
| Top-10-Singles        | DE—DE | AT—AT | CH—CH | UK1UK |
| Singles in den Charts | DE2DE | AT—AT | CH—CH | UK3UK |

### Auszeichnungen für Musikverkäufe
| Goldene Schallplatte - Belgien - 1996: für das Album Play Games - Niederlande - 2000: für das Album All Boro Kings |

Anmerkung: Auszeichnungen in Ländern aus den Charttabellen bzw. Chartboxen sind in ebendiesen zu finden.
| Land/RegionAuszeichnungen für Musikverkäufe (Land/Region, Auszeichnungen, Verkäufe, Quellen) | Gold     | Platin | Verkäufe | Quellen     |
| -------------------------------------------------------------------------------------------- | -------- | ------ | -------- | ----------- |
| Belgien (BRMA)                                                                               | Gold1    | —      | 25.000   | ultratop.be |
| Niederlande (NVPI)                                                                           | Gold1    | —      | 50.000   | nvpi.nl     |
| Insgesamt                                                                                    | 2× Gold2 | —      |          |             |